# Markivka, Tomașpil
Markivka (în ucraineană Марківка) este localitatea de reședință a comunei Markivka din raionul Tomașpil, regiunea Vinnița, Ucraina.

## Demografie
Componența lingvistică a localității Markivka
     Ucraineană (97,87%)
     Română (1,36%)
     Alte limbi (0,58%)
Conform recensământului din 2001, majoritatea populației localității Markivka era vorbitoare de ucraineană (97,87%), existând în minoritate și vorbitori de română (1,36%).